# Radiola linoides
Espèce
Classification phylogénétique
Le Radiole faux lin ou Faux lin (Radiola linoides), est une espèce de plantes à fleurs de la famille des Linaceae.

## Synonyme
- Millegrana radiola (L.) Druce

## Description
C'est une petite plante herbacée (1 à 10 cm) basse, glabre, annuelle, aux tiges filiformes très ramifiées. Les fleurs sont blanches, d'environ 1 mm de diamètre.

## Statut
En France, cette espèce est protégée en Lorraine et en Alsace (Article 1).
Elle figure sur la liste rouge régionale des espèces de plantes du Nord-Pas-de-Calais.